# 39 wskazówek

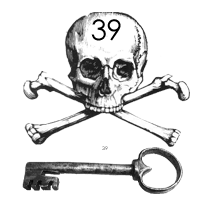
Szkielet z kluczem.

39 wskazówek (ang. The 39 Clues) – seria powieści przygodowych dla młodzieży napisana przy współpracy kilku amerykańskich autorów. Głównymi bohaterami serii jest rodzeństwo: Amy i Dan Cahill, którzy na pogrzebie babci dowiadują się, że są członkami najpotężniejszej i najbardziej wpływowej rodziny na świecie. Poszukują oni 39 wskazówek znajdujących się w różnych częściach świata. Pierwszą otrzymują na pogrzebie. Znalezienie wszystkich uczyni ich najpotężniejszymi ludźmi na świecie. Niestety wskazówek poszukują również ich krewni, a wśród nich Ian i jego siostra jedno z największych zagrożeń.

## Główni bohaterowie
- Amy i Daniel Cahill – sieroty, wnuki Grace Cahill. Ich rodzice zginęli w pożarze. Opiekę nad nimi przejęła starsza siostra Grace, Beatrice. Beatrice często zwalniała i zatrudniała nowe opiekunki dla dzieci, ostatnią zatrudnioną była Nellie Gomez. Wspólną cechą rodzeństwa są ich zielone oczy. Dan lubi żartować, natomiast Amy jest zamknięta w sobie.
- Grace Cahill – głowa rodziny Cahill, babcia Amy i Dana. Jej posiadłość znajduje się w Attleboro, w Ameryce Północnej. Podróżowała po całym świecie, śledzona przez Alistaira Oh. Umiera w pierwszym rozdziale Labiryntu Kości. Kilka minut przed śmiercią zmienia testament.
- Nellie Gomèz – opiekuna Dana i Amy Francuzka meksykańskiego pochodzenia. Umie latać samolotem, jeździć bolidem i zna ponad dziesięć różnych języków świata. Towarzyszy Amy i Danowi w poszukiwaniu 39 wskazówek.
- William McIntyre – prawnik i powiernik Grace Cahill. Później także egzekutor jej testamentu. Udziela rad Amy i Danowi. Współpracuje ze stryjem sierot, ubierającym się w czarną pelerynę.
- Beatrice Cahill - ciotka Amy i Dana, po ich ucieczce z domu wynajęła prywatnego detektywa aby ich odszukał

## Tomy
1. Rick Riordan – Labirynt kości (Maze of Bones)
2. Gordon Korman – Fałszywa nuta (One False Note)
3. Peter Lerangis – Złodziej miecza (The Sword Thief)
4. Jude Watson – Sekret grobowca (Beyond The Grave)
5. Patrick Carman – Czarny krąg (The Black Circle)
6. Jude Watson – (In Too Deep)
7. Peter Lerangis – (The Viper’s Nest)
8. Gordon Korman – (The Emperor's Code)
9. Linda Sue Park – (Storm Warning)
10. Margaret Peterson Haddix – (Into The Gauntlet)
11. Peter Lerangis, Rick Riordan, Gordon Korman, Jude Watson – (Vespers Rising)